# Eckley
Eckley és una població dels Estats Units a l'estat de Colorado. Segons el cens del 2000 tenia 278 habitants.

## Demografia
Segons el cens del 2000, Eckley tenia 278 habitants, 100 habitatges, i 66 famílies. La densitat de població era de 228,4 habitants per km².
Dels 100 habitatges en un 45% hi vivien nens de menys de 18 anys, en un 54% hi vivien parelles casades, en un 9% dones solteres, i en un 34% no eren unitats familiars. En el 30% dels habitatges hi vivien persones soles el 13% de les quals corresponia a persones de 65 anys o més que vivien soles. El nombre mitjà de persones vivint en cada habitatge era de 2,78 i el nombre mitjà de persones que vivien en cada família era de 3,53.
Per edats la població es repartia de la següent manera: un 37,1% tenia menys de 18 anys, un 5% entre 18 i 24, un 29,1% entre 25 i 44, un 16,9% de 45 a 60 i un 11,9% 65 anys o més.
L'edat mediana era de 32 anys. Per cada 100 dones de 18 o més anys hi havia 94,4 homes.
La renda mediana per habitatge era de 23.500 $ i la renda mediana per família de 26.250 $. Els homes tenien una renda mediana de 27.500 $ mentre que les dones 14.375 $. La renda per capita de la població era d'11.194 $. Entorn del 17,8% de les famílies i el 20,5% de la població estaven per davall del llindar de pobresa.

## Poblacions més properes
El següent diagrama mostra les poblacions més properes.